# He’s Too Sexy for His Fat
«He’s Too Sexy for His Fat» (с англ. — «Слишком сексуальный, чтобы быть толстым») — семнадцатая серия второго сезона мультсериала «Гриффины». Премьерный показ состоялся 27 июня 2000 года на канале FOX. В России премьерный показ состоялся 22 июля 2002 года на канале Рен-ТВ.

## Сюжет
У Брайана завелись блохи. На борьбу с ними приходят дезинсекторы, вооружённые настоящим военным оружием, которым они разносят весь дом, уничтожая паразитов. Брайан устраивает семью жить в гостиницу, пока дом приводят в порядок. В гостинице Крис осознаёт, что он слишком толстый, когда все вокруг начинают смеяться над ним. Он садится на диету и начинает делать зарядку, но это не приносит результатов.
После визита к брату Кливленда Бродерику для обсуждения процедуры липосакции Крис отказывается от неё, а вот Питер загорается идеей и вскоре заявляется домой похудевшим. Лоис не нравится поступок мужа, но тот повторяет операцию: накачивает мышечную массу и вставляет себе новые ягодицы. Лоис злится на Питера, но в то же время его новый облик притягивает её. Питера приглашают в «Клуб красивых людей Куахога» (Quahog Beautiful People’s Club). Он принимает решение взять с собой Криса, но Криса не пропускают, так как не считают его «красивым» и Питер идет один. Лоис злится на Питера из-за того, что тот ничего не сделал для того, чтобы сыну не пришлось одному ждать отца на улице.
Тем временем Стьюи извлекает пользу из диеты брата: он ест всё, от чего отказывается Крис, и в итоге сам становится ожиревшим до такой степени, что не может двигаться самостоятельно, но мама лишь сравнивает его с «брюшком Будды» («a little Buddha belly»). В итоге Стьюи ломает своим весом свой высокий табурет, и Брайан наслаждается новой забавой, катая ненавистного малыша по полу. Потом Стьюи не влезает в свою одежду и не может дотянуться руками до лица, чтобы умыться.
Поругавшись с Лоис, Питер садится за руль. Но от вождения его отвлекает собственное отражение в зеркале заднего вида, поэтому Питер попадает в аварию, вылетая из машины прямо в бочку с топлёным свиным салом. Прежде чем выбраться оттуда, Питер съедает столько сала, что возвращается к своему первоначальному облику.
В конце эпизода Лоис спрашивает у мужа, усвоил ли он этот жизненный урок, на что Питер отвечает ей «не-а» («nope»).

## Создание
Автор сценария: Крис Шеридан.
Режиссёр: Глен Хилл.
Приглашённые знаменитости: Джей Мор.
Название эпизода — пародия на название песни «I’m Too Sexy» (1991) группы «Right Said Fred».